# کلاه‌پارچه‌ای عاجی
کلاه‌پارچه‌ای عاجی (نام علمی: Mycena flavoalba) نام یک گونه از سرده کلاه‌پارچه‌ای‌ها است.